# اثر زن‌ها شگفت‌انگیزند
اثر زن‌ها شگفت‌انگیزند (انگلیسی: Women-are-wonderful effect) پدیده‌ای در ادبیات پژوهشی روان‌شناسی و جامعه‌شناسی است که بر اساس آن اشخاص ویژگی‌های مثبت بیشتری را به زنان در مقایسه با مردان نسبت می‌دهند. این سوگیری شناختی به‌عنوان مصداقی کلی تداعی‌گر یک سوگیری احساسی نسبت به جنیست زنانه است. این عبارت را نخستین بار آلیس ایگلی و آنتونیو ملادینیک (Antonio Mladinic) در سال ۱۹۹۴ به‌کار بردند.
به باور ایشان، این سوگیری فارغ از مردستیزانه بودن نوعی «زن‌ستیزی خیرخواهانه» است. این مفهوم در چارچوب نظری «جنسیت‌زدگی متضاد» تعریف می‌شود.
بنا بر یکی از پژوهش‌ها «اثر زن‌ها شگفت‌انگیزند» با افزایش عدالت جنسیتی در جامعه کاهش می‌یابد.
برخی پژوهشگران بر آنند که این پدیده تنها زمانی کاربرد می‌یابد که زنان در قالب نقش جنسیتی تجویزشده از سوی جامعه (معمولاً پرورش کودکان و خانه‌داری) جای بگیرند، ولی پژوهشگران دیگر (از جمله ایگلی و ملادینیک) می‌گویند «اثر زن‌ها شگفت‌انگیزند» ارتباطی علی با نقش جنسیتی ندارد و زمانی پدیدار می‌شود که «زن‌ها در رأس قدرت نباشند.»